# The Meditations
The Meditations sind ein jamaikanisches Reggae-Vokalensemble.

## Geschichte
Die Formation wurde in den frühen 1970er Jahren von Ansel Cridland (zuvor bei The Righteous Flames), Danny Clarke (zuvor bei The Linkers) und Winston Watson gegründet. 1974 nahmen sie ihre erste Hitsingle Woman is Like a Shadow im Studio von Channel One Records auf. 1977 erschien ihr Debütalbum. Die ersten beiden Alben wurden von Dobby Dobson produziert. Durch die Bekanntheit des Trios kam es zur Zusammenarbeit mit Lee „Scratch“ Perry. Unter anderem sangen sie bei den Marley-Titeln Blackman Redemption, Punky Reggae Party und Rastaman Live Up im Hintergrund, bei Jimmy Cliffs Bongo Man Youths Them A Cry, bei Gregory Isaacs’ Mr. Cop und bei The Congos auf deren Album Heart of the Congos. Das 1988 erschienene Album For The Good of Man wurde nur von Clarke und Watson produziert, da Cridland das Trio verlassen hatte. Er kehrte Anfang der 1990er zurück. Nach der Wiedervereinigung erschien 1993 Return of The Meditations.
Für den Streifen Der Guru spielten sie den Song Running from Jamaica, geschrieben von Cridland.
Die Band tourte durch Nordamerika und Europa. Alle drei Bandmitglieder leben inzwischen in den Vereinigten Staaten, Clarke in Phoenix, Arizona, Watson in Seattle und Cridland in New York City.

## Alben
- 1977: Message From The Meditations (Wild Flower / United Artists)
- 1978: Wake Up (Third World / Double-D)
- 1979: Guidance (Tad's / Guidance)
- 1983: No More Friend (Thompson Sound / Greensleeves)
- 1984: Greatest Hits (Shanachie / Greensleeves)
- 1988: For The Good of Man (Greensleeves)
- 1993: Return of The Meditations (Sonic Sounds / Heartbeat)
- 1994: Deeper Roots: The Best of The Meditations (Heartbeat / Greensleeves)
- 1997: Reggae Crazy: Anthology 1971-1979 (Nighthawk)
- 1999: Ghetto Knowledge (Easy Star)
- 2002: I Love Jah (aufgenommen 1982; Wackies)
- 2004: Stand In Love (2Good / Meditations Music)